# Alpioniscus henroti
Alpioniscus henroti är en kräftdjursart som beskrevs av Albert Vandel 1964. Alpioniscus henroti ingår i släktet Alpioniscus och familjen Trichoniscidae. Inga underarter finns listade i Catalogue of Life.